# باريش هيرسك
باريش هيرسك (بالتركية: Barış Hersek)‏ مواليد 26 مارس 1988 في قرقلر ايلي، تركيا، هو لاعب كرة سلة تركي. بدأ مسيرته الاحترافية في سنة 2005. يلعب مع نادي فنربخشة. يحمل الرقم 5. يبلغ طوله 6 قدم 10 بوصة (2.1 م). حقق المركز الأول في ألعاب البحر الأبيض المتوسط 2013.

## المسيرة الاحترافية
لعب مع نادي أنادولو إفيس لكرة السلة من سنة 2006 إلى 2008، ثم لعب مع نادي داروشافاكا لكرة السلة في موسم 2008–2009، ثم لعب مع بانفيت لكرة السلة في الدوري التركي في موسم 2009–2010، ثم لعب مع بشكتاش لكرة السلة من سنة 2011 إلى 2013، ثم لعب مع نادي كارشياكا لكرة السلة من سنة 2013 إلى 2015، ثم لعب مع فنربخشة لكرة السلة في الدوري التركي في سنة 2015.

## الميداليات
| الميدالية | المسابقة                        |
| --------- | ------------------------------- |
| ذهبية     | ألعاب البحر الأبيض المتوسط 2013 |
| برونزية   | ألعاب البحر الأبيض المتوسط 2009 |

## روابط خارجية
- باريش هيرسك على موقع الاتحاد الدولي لكرة السلة (الإنجليزية)
- باريش هيرسك على موقع الدوري الأوروبي لكرة السلة (الإنجليزية)
- باريش هيرسك على موقع كرة السلة الأوروبية.كوم (الإنجليزية)
- باريش هيرسك على موقع ريلجم (الإنجليزية)
- باريش هيرسك على موقع بروبوليرز (الإنجليزية)
- باريش هيرسك على موقع سبورتس رفرنس (الإنجليزية)